# تازه‌آباد (بیجار)
تازه‌آباد (بیجار)، روستایی از توابع بخش مرکزی شهرستان بیجار در استان کردستان ایران است.

## جمعیت
این روستا در دهستان خورخوره قرار دارد و براساس سرشماری مرکز آمار ایران در سال ۱۳۸۵، جمعیت آن ۱۵۸ نفر (۲۹خانوار) بوده‌است. مردم روستای تازه‌آباد به زبان ترکی آذربایجانی صحبت می‌کنند.